# 七百间街道
七百间街道，是中华人民共和国河南省焦作市解放区下辖的一个乡镇级行政单位。

## 行政区划
七百间街道下辖以下地区：
太行西路社区、环北西路社区和陶瓷路社区。